# Elizabeth Madox Roberts
Elizabeth Madox Roberts (Perryville, Kentucky, 30 de octubre de 1881 - Orlando, Florida, 13 de marzo de 1941) fue una escritora norteamericana, conocida sobre todo por sus novelas e historias sobre los montañeses de Kentucky, incluyendo The Time of Man (1926), The Great Meadow (1930) y A Buried Treasure (1931). Todos sus escritos se caracterizan por su distintiva prosa rítmica. Influyó en gran medida en Robert Penn Warren y escritores contemporáneos del Renacimiento del Sur, la atracción crítica se ha apartado de Roberts en años recientes.

## Vida
Nacida en Perryville, Kentucky, el 30 de octubre de 1881, Roberts creció y pasó la mayor parte de su vida adulta en el cercano Springfield, Kentucky. Ella era la segunda de los ocho hijos de Simpson Roberts y Mary Elizabeth Brent Roberts, un soldado confederado transformado en ingeniero y una maestra de escuela. Roberts acudió al instituto en Covington, Kentucky, antes de estar brevemente en la Universidad de Kentucky (entonces llamada "State College of Kentucky") en 1900 pero se vio forzada a abandonar después de un semestre debido a su mala salud. Durante los siguientes diez años, Roberts enseñó en la escuela elemental en la región de Springfield con su madre.
En 1910 fue a vivir durante varios años con su hermana en Colorado y fue allí donde ella contribuyó con varios poemas a un pequeño libro de fotografías de flores alpinas que se convertirían en su primera obra publicada. (In the Great Steep's Garden, impresa privadamente, 1915). Por recomendación de un profesor amigo, Roberts entró como estudiante de primer año en la Universidad de Chicago a los treinta y seis años de edad en 1917, estudiando ávidamente literatura y filosofía y cumpliendo un sueño de toda la vida de adquirir una educación universitaria. En la Universidad de Chicago, ella se unió al club de poesía que incluía Glenway Wescott, Yvor Winters y Janet Lewis formando amistades y relaciones profesionales que demostraron ser útiles a lo largo de toda su vida. Ella se graduó con honores en 1921 y fue premiada con el Premio Fiske por un grupo de poemas ella escribió que fue publicada como Under the Tree en 1922. Después de completar su educación, Roberts regresó a Springfield, Kentucky, donde pasaría gran parte del resto de su vida.
El éxito de Under the Tree llevó a Roberts a escribir su primera novela, The Time of Man (1926), sobre la hija de un granjero arrendatario de Kentucky, que cosechó gran reputación internacional. Siguió escribiendo más novelas con éxito crítico en los años veinte y treinta, incluyendo The Great Meadow (1930), una novela histórica sobre la primera colonización de Kentucky, y A Buried Treasure sobre una familia del Kentucky rural que encontró una olla de oro. Roberts fue diagnosticada con enfermedad de Hodgkin terminal en 1936. Después de este golpe, Roberts comenzó a pasar sus inviernos en Florida, sin embargo ella siempre regresó a Springfield para los meses cálidos pues ella consideraba Kentucky como su verdadera casa. Su reconocimiento público quedó consolidado con varios premios que ganó al final de su vida, incluyendo el premio John Reed Memorial en 1928, un Premio O. Henry en 1930, y el premio de la Poetry Society of South Carolina en 1931.
Roberts murió en Orlando, Florida en 1941, pero fue enterrada en Springfield.

## Obras
- In the Great Steep's Garden (1915)
- Under the Tree (1922)
- The Time of Man (1926)
- My Heart and My Flesh (1927)
- The Great Meadow (1930)
- A Buried Treasure (1931)
- The Haunted Mirror (1932)
- He Sent Forth a Raven (1935)
- Black is my True Love's Hair (1938)
- Song in the Meadow (1940)
- Not By Strange Gods (1941)